# Naupactus leucoloma
Espèce
Naupactus leucoloma est une espèce d'insectes coléoptères de la super-famille des Curculionoidea, originaire d'Amérique du Sud. C'est un ravageur qui peut causer des dommages importants à de nombreuses plantes cultivées.
Synonymes :  Graphognathus leucoloma, Pantomorus leucoloma.
Noms vernaculaires :
- anglais : white-fringed weevil (charançon frangé de blanc)
- espagnol : gorgojo de la raíz (charançon de la racine)

## Distribution
Naupactus leucoloma est originaire d'Amérique du Sud, principalement Argentine, Uruguay  et Brésil. On le trouve aussi au Chili et au Pérou où il est considéré comme introduit.
Il a été introduit par l'homme en Amérique du Nord, aux États-Unis, d'abord en Floride en 1936, puis dans tous les États du sud, de la Caroline du Nord à la Californie, en Afrique du Sud (province du Cap), ainsi qu'en Océanie : Australie et Nouvelle-Zélande.
En Europe, d'où il est absent, cet insecte est classé comme organisme de quarantaine par l'Organisation européenne et méditerranéenne pour la protection des plantes (OEPP). Il est également organisme de quarantaine pour la Commission de la protection des plantes dans les Caraïbes (CPPC).
En dehors de son aire d'origine, on ne trouve que des femelles parthénogénétiques.

## Morphologie
À l'état adulte, la femelle, de couleur gris clair, mesure de 8 à 12 mm de long. Il est orné d'une bande blanche sur le bord des élytres.
Ceux-ci sont soudés, ce qui empêche les adultes de voler.
Les mâles, rares et présents seulement en Amérique du Sud, sont légèrement plus petits, avec des antennes et des pattes plus longues.
Les larves de type curculioniforme, au corps blanc-jaunâtre, sans pattes, sont constituées de douze segments. Elles mesurent de 1 mm de long au premier stade, jusqu'à 13 mm au dernier stade.

## Cycle biologique
L'espèce est univoltine (une seule génération par an). Le cycle biologique s'étend sur environ 300 jours à une température moyenne de 20 °C.
Le stade larvaire, qui comprend 11 stades, se déroule entièrement sous terre, à une profondeur allant jusqu'à 15 cm. L'hivernation se fait généralement à l'état larvaire. Les larves se nourrissent aux dépens des racines, radicelles, bulbes et tubercules des plantes. Au premier stade, les larves ne se nourrissent pas.
La nymphose intervient au début de l'été dans des chambres ovales souterraines. Elle dure environ deux semaines.
L'émergence des adultes se produit pendant l'été et se traduit souvent par de fortes densités d'insectes, qui ne pouvant pas voler s'accumulent sur les plantes. Les adultes se nourrissent des feuilles, en particulier de légumineuses.
Les femelles pondent à partir de cinq à 25 jours après l'émergence par paquets de 10 à 20 œufs déposés sur les tiges des plantes ou sur le sol. Une femelle peut pondre jusqu'à 1500 œufs.
L'éclosion des œufs se produit en moyenne 17 jours après la ponte en été (jusqu'à 100 jours en hiver)..

## Plantes hôtes
Naupactus leucoloma est un insecte très polyphage qui se nourrit sur un grand nombre d'espèces de plantes, herbacées ou arbustives. Les dommages les plus importants sont causés par les larves qui s'attaquent aux racines.
Parmi les plantes-hôtes, figurent de nombreuses plantes cultivées de grande importance économique, notamment le cotonnier, l'arachide, le soja, la pomme de terre et la patate douce, le pois, le pêcher.
Aux États-Unis, on a recensé pas moins de 285 espèces de plantes-hôtes.
En Amérique du Sud, des dégâts sont constatés sur les bulbes d'oignons et les tubercules de pomme de terre, d'autant plus importants que, outre l'affaiblissement des plantes, les galeries creusées par les larves dégradent la qualité des produits, les rendant invendables.